# Cryodraco antarcticus
Cryodraco antarcticus är en fiskart som beskrevs av Dollo, 1900. Cryodraco antarcticus ingår i släktet Cryodraco och familjen Channichthyidae. Inga underarter finns listade i Catalogue of Life.